# Tre Valli Varesine 1931
La Tre Valli Varesine 1931, tredicesima edizione della corsa, si svolse il 12 aprile 1931 su un percorso di 300 km. La vittoria fu appannaggio dell'italiano Luigi Giacobbe, che completò il percorso in 11h00'00", precedendo i connazionali Francesco Camusso e Michele Mara.
I corridori che presero il via da Varese furono 74, mentre coloro che tagliarono il medesimo traguardo furono 33 (tutti italiani).

## Ordine d'arrivo (Top 10)
| Pos. | Corridore                  | Squadra                    | Tempo                      |
| ---- | -------------------------- | -------------------------- | -------------------------- |
| 1    | Luigi Giacobbe             | Maino                      | 11h00'00"                  |
| 2    | Francesco Camusso          | Gloria                     | a 2"                       |
| 3    | Michele Mara               | Bianchi-Pirelli            | a 45"                      |
| 4    | Ambrogio Morelli           | Bianchi-Pirelli            | s.t.                       |
| 5    | Learco Guerra              | Maino                      | s.t.                       |
| 6    | Alfredo Binda              | Legnano                    | s.t.                       |
| 7    | Domenico Piemontesi        | Bianchi-Pirelli            | s.t.                       |
| 8    | Angelo Rinaldi             | Maino                      | s.t.                       |
| 9    | Alfredo Carniselli         | -                          | s.t.                       |
| 10   | 18 ciclisti a s.t. ex æquo | 18 ciclisti a s.t. ex æquo | 18 ciclisti a s.t. ex æquo |